# Neocteniza platnicki
Neocteniza platnicki är en spindelart som beskrevs av Pablo A. Goloboff 1987. Neocteniza platnicki ingår i släktet Neocteniza och familjen Idiopidae.
Artens utbredningsområde är Paraguay. Inga underarter finns listade i Catalogue of Life.